# Гидроксид меди(I)
Гидроксид меди(I) — неорганическое соединение, 
гидроксид металла меди с формулой CuOH,
жёлтое вещество,
не растворяется в воде.

## Получение
- Обработка хлорида меди(I) щёлочью на холоде:

{\displaystyle {\mathsf {CuCl+KOH\ {\xrightarrow {0^{o}C}}\ \ CuOH\!\downarrow +\ KCl}}}
в некоторых источниках утверждается, что при этом образуется гидратированная форма закиси меди Cu2O•xH2O.

## Физические свойства
Гидроксид меди(I) — жёлтое кристаллическое вещество, не растворимое в воде.

## Химические свойства
- Разлагается при нагревании или кипячении:

{\displaystyle {\mathsf {2CuOH\ {\xrightarrow {100^{o}C}}\ Cu_{2}O+H_{2}O}}}
- Растворяется в растворе аммиака:

{\displaystyle {\mathsf {CuOH+xNH_{3}\cdot H_{2}O\ {\xrightarrow {}}\ Cu(NH_{3})_{x}(OH)+xH_{2}O}}}
бесцветный раствор быстро синеет из-за окисления меди. Степень окисления в растворе +2.

## Токсичность
Как и большинство соединений меди, гидроксид меди(I) небезопасен. В исследовании на персиках было показана фитотоксичность, которая проявляется в повреждении листьев и их опадении.